# Cremolobus chilensis
Cremolobus chilensis là một loài thực vật có hoa trong họ Cải. Loài này được (Lag. ex DC.) DC. mô tả khoa học đầu tiên năm 1821.